# アンソニー・ストークス
アンソニー・ストークス（Anthony Stokes, 1988年7月25日 - ）は、アイルランド共和国ダブリン出身の元同国代表サッカー選手。ポジションはセンターフォワード。
アーセナルFCでプロ生活を開始したが、2006年に期限付き移籍で在籍したフォルカークFCでリーグ戦16試合14得点を挙げて地位を確立する。その後、移籍金200万ポンドでサンダーランドAFCと契約するも、出場機会を得るのに苦労した結果、2009年8月5日に移籍金50万ポンドでハイバーニアンFCと契約してスコットランドサッカー界に復帰し、1シーズンの間に20得点以上を挙げてスコティッシュ・プレミアリーグで成功を収めた。翌シーズン開幕から程なくして、移籍金120万ポンドで少年時代の憧れのクラブであるセルティックFCと契約した。

## 経歴

### 生い立ち
バーン（Byrne）家で生を受けるも、3歳で叔父叔母にあたるストークス家の養子となり、私立学校に通学していた。

### クラブ

#### アーセナル
少年時代をキルナマナのチェリー・オーチャードとシェルボーンFCの下部組織で過ごした後、2003年にアーセナルFCの下部組織に入団し、15歳の時にはリザーブチームながらも定位置を掴み、2005年10月25日のフットボールリーグカップでのサンダーランドAFC戦 (3-0) でアルトゥーロ・ルポリに代わって88分からトップチーム初出場を飾った。
2006年7月には、サンダーランドで期限付き移籍を視野にした練習に参加していたが、トップチームの陣容の豊富に加えてリザーブチームを持っていないことを理由にナイアル・クイン監督から反対されて実現することはなかった。
フォルカークへの期限付き移籍
2006年8月29日にスコティッシュ・プレミアリーグのフォルカークFCと2007年1月まで期限付き移籍で合意する。フォルカークでは、9月19日のスコティッシュリーグカップでのインヴァネス・カレドニアン・シッスルFC戦 (1-0) で初得点を挙げたのを皮切りに10月21日のリーグ戦でのインヴァネス戦 (3-2) で2得点、28日のダンディー・ユナイテッドFC戦 (5-1) でペナルティーキックを含むキャリア初ハットトリック、11月4日のダンファームリン・アスレティックFC戦 (3-0) で再度ハットトリックを挙げ、スコティッシュ・プレミアリーグ史上初の2試合連続ハットトリックを達成といった具合に4試合9得点を記録しており、その後、フォルカークでの最後の試合となった12月30日の本拠地でのインヴァネス戦 (3-1) で3度目のハットトリックを挙げた。最終的に公式戦18試合16得点を記録した。
また、11月7日のリーグカップのセルティック戦 (1-1) では、延長戦に貴重な同点を挙げ、PK戦 (5-4) に持ち込んだ末の勝利に貢献している。10月度と11月度の2ヶ月連続で月間最優秀選手賞を受賞した。

#### サンダーランド
フォルカークでの活躍からセルティックやチャールトン・アスレティックFCから関心を寄せられ、フォルカークも獲得に動ていたが、ロイ・キーン監督の勧誘に感銘を受けて、2007年1月8日に移籍金200万ポンドでサンダーランドAFCと3年契約を締結した。当初は背番号26を与えられていたが、程なくしてジョナサン・ステッドの移籍によって背番号9に変更されてスタートを切ることになり、初出場を飾った13日のイプスウィッチ・タウン戦 (1-0) でデヴィッド・コノリーの決勝点をクロスで演出することに成功し、2月20日のプリマス・アーガイル戦で途中出場して20ヤードの距離から初得点を挙げた。
翌2007-08シーズンは降格危機にある中、12月5日にキーン監督から練習に支障をきたす可能性からナイトクラブへの入場禁止を告げられており、これに対して相手側もキーン監督の姿勢を支持すると共に、シーズン終了後に解禁されたらシャンパンのボトルを無料で提供すると約束されたストークスは、ダービー・カウンティFC戦 (1-0) で試合終了間際にチームを降格圏から抜け出させるプレミアリーグ初得点を挙げ、最終的にチームは残留を達成した。しかし、全体的に低調な出来だったこともあり、2007-08シーズン前に背番号9を失い、背番号44に変更されて開幕を迎えることになったが、2008年9月23日のリーグカップでのノーサンプトン・タウンFC戦で2点を追いかけている所、後半で続けざまに2得点を挙げて引き分けに持ち込む活躍を見せた。
シェフィールド・ユナイテッドへの期限付き移籍
2008-09シーズンもサンダーランドに滞在していたが、ケンワイン・ジョーンズ、ジブリル・シセ、ダリル・マーフィー (en) 、デイビッド・ヒーリーよりも序列が下となっていたために居場所がなく、2008年10月17日にフットボールリーグ・チャンピオンシップのシェフィールド・ユナイテッドFCと延長オプション付きで3ヶ月の期限付き移籍に合意した。シェフィールド・ユナイテッドで再びステッドの背番号を受け継いで8を渡されてスタートを迎えると、19日のシェフィールド・ウェンズデイFCとのスティール・シティ・ダービーで後半から初出場を飾って以降、序盤は定位置を掴んでいたが、負傷によって程なくして控えとなり、12試合0得点と印象を残すことが出来なかった。
クリスタル・パレスへの期限付き移籍
2009年3月3日にチャンピオンシップのクリスタル・パレスFCと2008-09シーズン終了までの期限付き移籍で合意する。出場2試合目となった7日のプレストン・ノースエンドFC戦で初先発して早速初得点を挙げ、キャリアの再起になるかと思われたが、クリスタル・パレスでは1得点のみとなり、サンダーランドに復帰した。

#### ハイバーニアン
サンダーランドに復帰するも、2009-10シーズン開幕前にダレン・ベントとフレイザー・キャンベルが補強され、状況は好転せずにいたため、フォルカーク時代に師事したジョン・ヒューズ (en) 監督に誘われ、2009年8月21日に推定移籍金50万ポンドでスコティッシュ・プレミアリーグのハイバーニアンFCと3年契約を締結し、古巣のフォルカーク戦で初出場を飾った。
9月19日の本拠地でのセント・ジョンストンFC戦 (3-0) で初得点を挙げ、点取り屋としてのスタートを切ったものの、ほぼ同時期にナイトクラブで言い争いを起こしてヒューズ監督を失望させた。それでも、ピッチ内では3試合5得点を挙げる顕著な活躍を見せ、チームのプレミアリーグでの無敗記録を12試合に伸ばすことに貢献しており、12月27日のグラスゴー・レンジャーズFC戦では、サウリウス・ミコリウーナス (en) が保持するプレミアリーグ史上最速得点記録を12.4秒で塗り替えた。この同試合は、首位相手に1-4で敗北となったが、ストークスの優れたパフォーマンスは、2009年12月度の月間最優秀若手選手賞に選出されることで報われた。また、11月のレンジャーズ戦での得点は、年間最優秀得点賞に選出された。
圧倒的なプレーを見せる一方で特定の試合では、精彩を欠いていたことでヒューズ監督から改善を要求されており、自身もプレー面の課題を認識して2010-11シーズン開始を迎えたが、程なくしてセルティックFCのニール・レノン監督からメディアを通して勧誘の趣旨を伝えられると、セルティックへの移行に大きく揺れ動き、移籍金80万ポンドのオファーの破談を経て、最終的に移籍金120万ポンドでセルティックと合意した。

#### セルティック

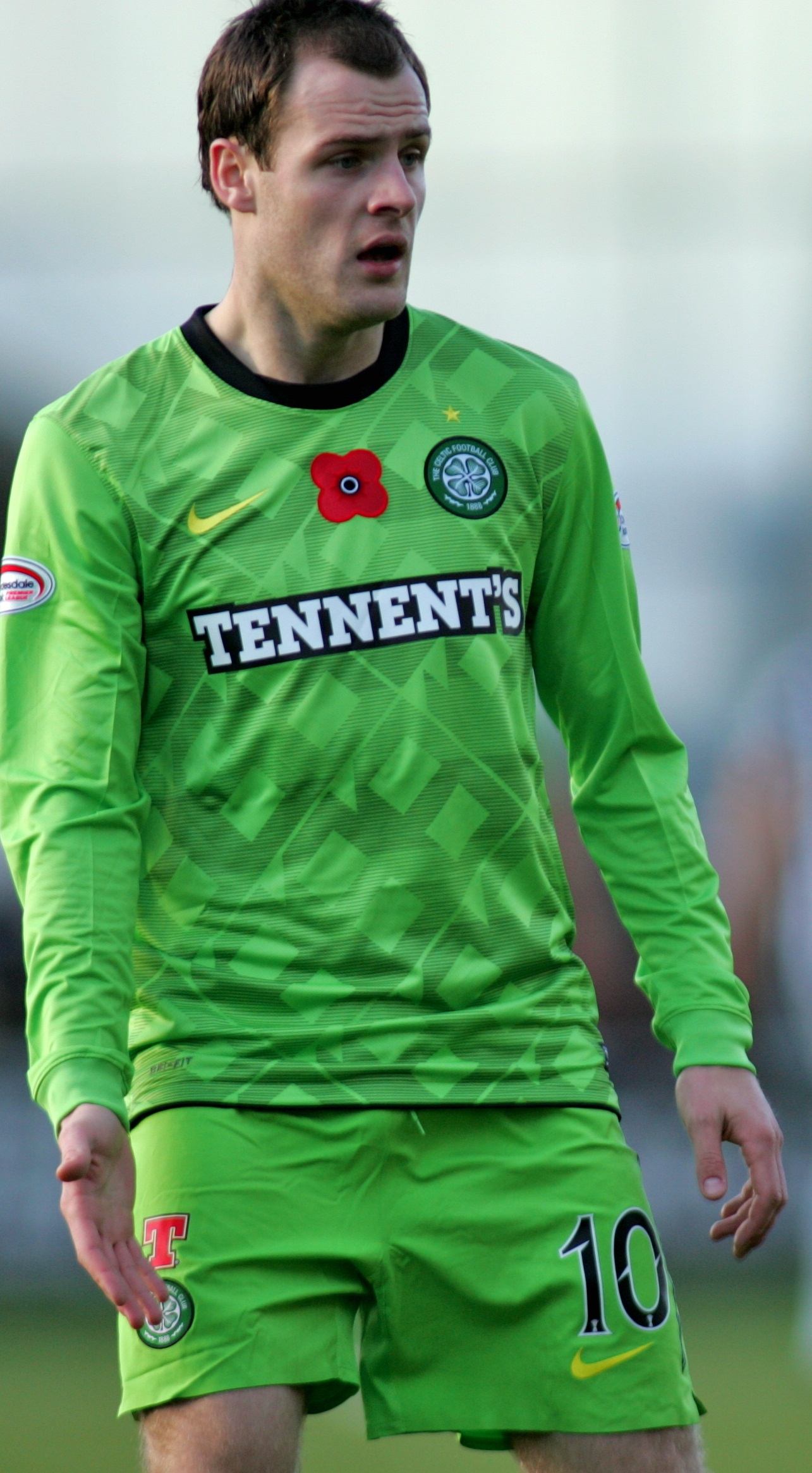
2010年11月、セルティックFCでのストークス

2010年8月31日にセルティックFCと4年契約を締結する。セルティックでは、9月11日のハート・オブ・ミドロシアンFC戦で初出場を飾り、2試合目の出場となった19日のキルマーノックFC戦 (2-1) で初得点にして決勝点を挙げると、次のリーグカップでのインヴァネス戦 (6-0) で複数点、同大会準決勝のセント・ジョンストン戦 (3-2) で再度2得点を挙げた。11月6日のアバディーンFC戦 (9-0) では、ハットトリックを達成してクラブ史上最大勝利試合という記録作りに貢献し、観戦していたクラブの英雄であり自身のアイドルであるヘンリク・ラーションに捧げる形となった。また、試合後には、もう1人のクラブの英雄クリス・サットンから、同じくハットトリックを達成したギャリー・フーパーとのコンビに対して「本当に2人には感銘を受けたよ。彼らの連携は素晴らしいものだし、ファンが自分とラーションによるコンビと比較するのも頷ける」と称賛された。
その後、2011年1月12日のニュー・ダグラス・パークでのハミルトン・アカデミカルFC (1-1) で、90分にペナルティーキックによって同点に持ち込み、3日後のイースター・ロードでの古巣ハイバーニアン戦 (3-0) では、PKとボレーシュートによって2得点を挙げた。次のアバディーンFC戦 (1-0) では、飛び出してきたゴールキーパーを躱して決勝点を挙げ、1月26日のハート・オブ・ミドロシアン戦 (4-0) でフリーキックとこぼれ球を流し込んだ2得点、リーグカップ準決勝のアバディーン戦 (4-1) ではPKを決めた。
2011-12シーズンは、2011年7月24日の開幕戦でのハイバーニアン戦 (2-0) で得点を挙げてスタートを切る。10月15日のキルマーノック戦 (3-3) では、3点差を追いかける厳しい展開の中で、後半の6分間でフリーキックと長距離シュートによって2得点を挙げ、引き分けに持ち込むのに多大な貢献をすると共にレノン監督の首の皮一枚繋げた役目を果たしていたことが後に判明していた。また、同試合に対してヨハン・ミャルビー助監督は、ライバル関係にあるレンジャーズと一時は勝ち点差15も開きがあったにもかかわらず、ひっくり返すことに成功する転機だったとの考えを明かした。11月3日のUEFAヨーロッパリーグ 2011-12グループステージでのスタッド・レンヌFC戦 (3-1) で複数点を挙げ、次のリーグ戦でのマザーウェルFC戦で1得点に加え、決勝点をアシストした。2012年1月9日のリーグカップ4回戦 (3-0) で4部のピーターヘッドFC相手にハットトリックを達成する。公式戦20得点を記録しているのにもかかわらず、リーグカップ決勝戦を前にした2012年3月14日に自身が先発しないとの予想は、実際にはキルマーノックとの決勝戦 (0-1) に先発出場して覆されることになったが、不発に終わり優勝を逃すどころか、マイケル・ネルソン (en) によって倒されたプレーが欺いたと見なされてイエローカードを提示された。この判定に対し、試合後にレノン監督と主将のスコット・ブラウン監督から、審判に対して確実にダイブではなかったと非難の声が挙がっていた。4月18日のスコティッシュカップでのハート・オブ・ミドロシアン戦 (1-2) 後、侮辱的または暴言にあたる"A5"により、1試合の出場停止となる。5月3日のセント・ジョンストン戦 (1-0) で決勝点を挙げた。

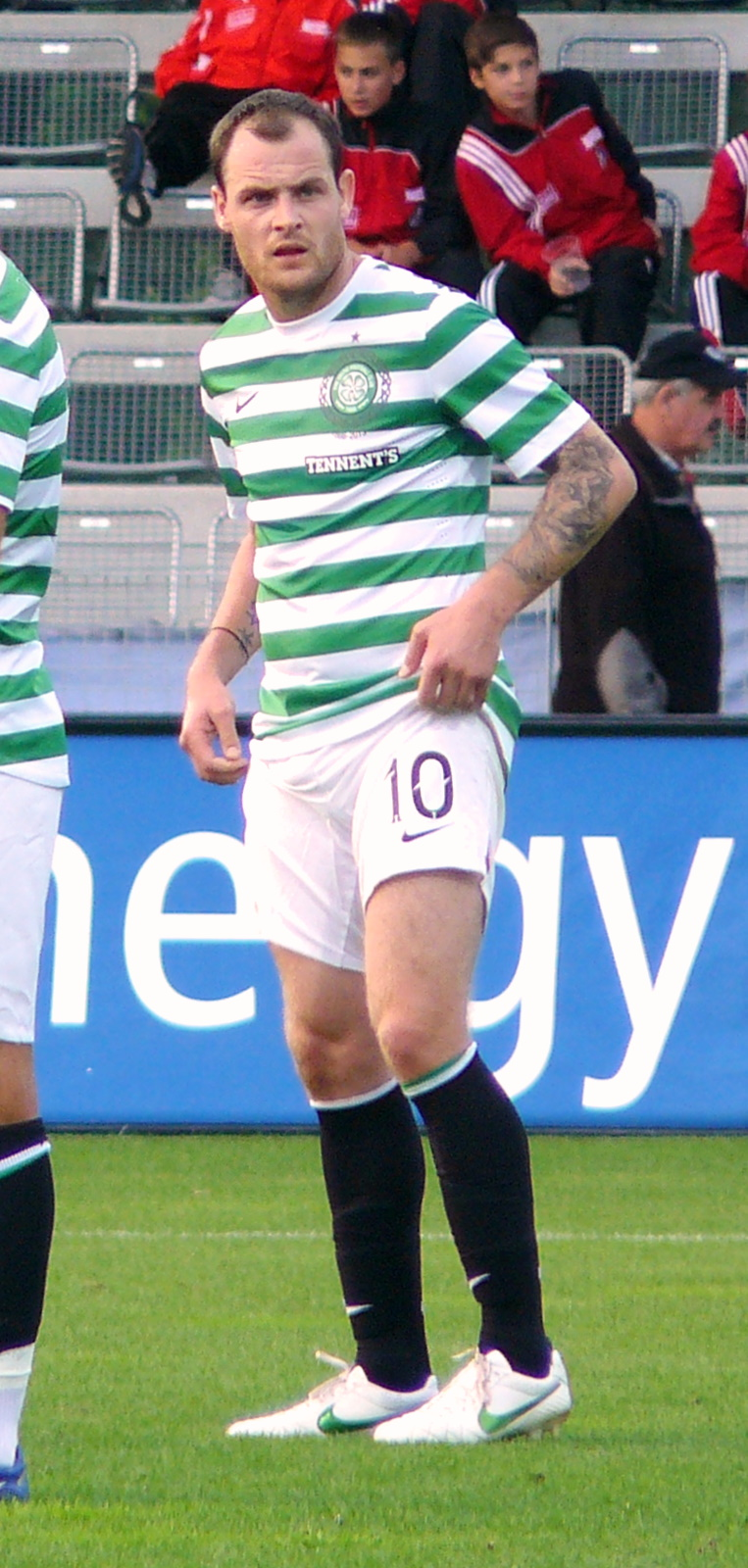
2012年、セルティックでのストークス

UEFAチャンピオンズリーグ 2012-13予選のHJKヘルシンキ戦で後半から2012-13シーズン初出場を飾り、次のアバディーン戦で初先発出場をする。その後、負傷によって2013年1月までの5ヶ月間離脱していたストークスは、22日のダンディー・ユナイテッド戦で後半から復帰を果たしているが、離脱中の2012年9月に殺害された真のIRAボスのアラン・ライアン (Alan Ryan) の追悼イベントに参加していたことで、レノン監督とピーター・ローウェル最高経営責任者からクラブの評判を損ねたとして警告されていた。1月30日のキルマーノック戦で待望の2012-13シーズン初得点、2週間後のダンディー・ユナイテッド戦で2得点を挙げると、5月26日のカップ戦決勝での古巣ハイバーニアン戦 (3-0) では、2得点を挙げてタイトルを獲得し、更に同試合の最優秀選手賞に選出され、負傷に悩んだシーズンは最終的に報われる形となった。
2013年8月3日に開幕戦でのロス・カウンティFC戦 (2-1) で複数点を挙げてスタートを切った2013-14シーズンは、8月31日のダンディー・ユナイテッド戦でフリーキックによってセルティックでの50得点を記録しているが、試合後に相手のジャッキー・マクナマラ監督から、フリーキックの際に本来の位置からボールを数ヤード移動させたと訴えられた。10月には契約を3年延長した。2014年1月5日の敵地でのセント・ミレンFC戦では、自身のキャリア通算100得点目を記録したように同シーズンは成功に満ちているかと思われたが、この時点で30試合7得点と精彩を欠いており、1月18日のマザーウェル戦では、キース・ラスリー (en) に対するタックルでレッドカードによって出場停止となった。その状況下にありながらも、シーズン20得点を達成出来ると明言したストークスは、1月の移籍市場でのリー・グリフィス (en) の加入に伴ってコンビを組むと、改善の兆しを見せており、出場停止明け初戦のセント・ジョンストン戦でのハットトリックを含めて最初の9試合で7得点を挙げ、最終的にグリフィス加入以降だけで前半戦よりも約2倍の得点を記録した。タイトル獲得が決定となった3月26日のパーティック・シッスルFC戦 (5-1) では、スコティッシュ・プレミアリーグでの通算100得点目を含む複数点を挙げて3連覇に貢献した。その後、4月27日のリーグ戦でのインヴァネス戦 (6-0) でハットトリックを達成すると共に相方グリフィスの得点を支援し、次の本拠地でのアバディーン戦 (2-0) で目標に掲げていた20得点目を達成した。

#### ハイバーニアン（第2期）
2016年1月、ダンディー・ユナイテッドFCへ期限付き移籍すると報じられていたが、一転して古巣ハイバーニアンへの期限付き移籍が決まった。

#### ブラックバーン
2015-16シーズン限りでセルティックを退団。2016年6月17日、チャンピオンシップのブラックバーン・ローヴァーズFCと3年契約を交わしたことが発表された。

#### ハイバーニアン（第3期）
2017年8月、ハイバーニアンと2年契約を結んだ。

#### アポロン・スミルニ
2018年2月7日、ギリシャのアポロン・スミルニFCに1年半の契約で移籍した。

#### トラークトゥール・サーズィー
2018年7月、イランのトラークトゥール・サーズィーFCに2年契約で移籍した。同年10月25日には契約を2022年6月20日まで延長した。

#### アダナ・デミルスポル
2019年7月16日、トルコのアダナ・デミルスポルに2年契約で移籍した。

#### ペルセポリス
2020年1月25日、ペルセポリスFCに6か月の契約で移籍した。

#### リヴィングストン
2020年8月22日にリヴィングストンFCに1年契約で移籍したものの、一度もプレーすることなく数週間後に退団した。

### 代表
2006年8月にU-19代表からU-21代表に昇格する。2007年2月7日の敵地でのサンマリノ戦 (2-1) で後半からA代表として初出場を飾り、同年に3試合した。その後、クラブで出場機会を得られていなかったこともあり、2008年、2009年と代表から遠ざかっていたが、新天地での活躍やU-23代表の練習試合で1得点を挙げたことで、2010年5月に招集された。試合に出場することはなかったが、7月には他のA代表経験者と共にU-21代表として招集されると、8月のU-21エストニア戦 (5-0) で2得点を挙げる活躍を見せ、同試合に出場していたキリアン・シェリダン (en) と共に翌日にアルゼンチン戦へ向け、A代表に再び招集された。
2011年3月のウルグアイ戦で久しぶりに出場を果たすと、更に5月にはネーションズカップの登録メンバーに選出され、順調だったかに思われたが、疲労を理由に辞退した。この決定にジョバンニ・トラパットーニ監督から失望されたながらも、将来の招集ついて除外せずに考慮すると告げられたが、クラブで活躍していたにもかかわらず、招集されることは稀となっていた。それでも、ストークス自身はUEFA EURO 2012に招集されると考えていたが、大会終了後にトラッパトーニ監督の後任にノエル・キング (en) 暫定監督が就任する2013年10月まで招集を待たなければいけなかった。2014 FIFAワールドカップ欠場が決定した11日の2014 FIFAワールドカップ・ヨーロッパ予選のドイツ戦 (0-3) で通算5試合目に出場し、4日後の本拠地でのカザフスタン戦 (3-1) にも出場した。翌11月の親善試合でのラトビア戦とポーランド戦で出場数を伸ばしているが、8試合で未だ無得点となっている。

## タイトル

### クラブ
サンダーランド
- フットボールリーグ・チャンピオンシップ : 2006-07

セルティック
- スコティッシュ・プレミアシップ : 2011-12, 2012-13, 2013-14, 2014-15
- スコティッシュ・カップ : 2010-11, 2012-13
- スコティッシュ・リーグ・カップ : 2014-15

ハイバーニアン
- スコティッシュカップ : 2015-16

### 個人
- スコティッシュ・プレミアリーグ月間最優秀賞（英語版）月間最優秀若手部門 : 2006年10月度, 2006年11月度, 2009年12月度
- スコティッシュ・プレミアリーグ年間最優秀得点賞 : 2009-10[37]